# Падалкин, Алексей Петрович
Алексей Петрович Падалкин (1898—1975) — подъесаул Всевеликого Войска Донского, участник Первой мировой войны и Белого движения, публицист.

## Биография
Родился в 1898 году в станице Аксайской Области Войска Донского.
В пятилетнем возрасте лишился матери, несколько позже погиб в море и его отец. Под опекой родственников Алексей окончил двуклассную станичную школу и некоторое время обучался в Аксайском мореходном классе. Затем вместе со своим родственником и опекуном — архитектором Богдановым странствовал по южным городам России.
Когда началась Первая мировая война, он проживал в Баку и там поступил добровольцем во 2-й пограничный полк. Участвовал в боях с турками, был дважды ранен, награждён Георгиевскими крестами 4-й и 3-й степеней. После второго ранения вышел из госпиталя, уже после Октябрьской революции, поступил в Кавказский ударный батальон. Принимал участие в Гражданской войне, служил в Особом отделении штаба Ростовского округа Донской армии, участник Степного похода, где состоял при штабе походного атамана.

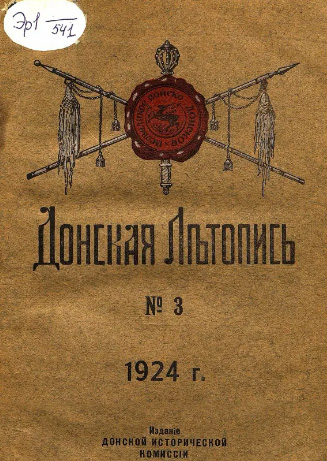
Донская летопись, № 3

В мае 1918 года Алексей Падалкин направился в Москву с поручением атамана П. Н. Краснова для выяснения возможности мирных переговоров с большевистским правительством. Там он встретился с Троцким и Лениным, но ответа на вопрос не нашёл. Его собственный рассказ «Поездка в Москву к Ленину с письмом Донского атамана П. Н. Краснова» об этой непростой миссии был опубликован в феврале 1924 года в третьем томе «Донской летописи».
После возвращения в Новочеркасск, отбыл в командировку для разведки на тылах противника в Царицыне, был произведен в чин хорунжего. Был зачислен в разведывательный отдел штаба Донской армии, в сентябре 1918 года откомандирован на фронт, в 62-й пеший полк, где командовал Кумшацкой сотней. За бой станции Шутово, где был ранен в кисть и плечо правой руки, Падалкин произведен в чин сотника. По выздоровлении с полковником Мартыновым отправился формировать из крестьян Астраханско-Приволжский полк. Был назначен командиром этого полка, но заболел тифом и эвакуирован в Ростов-на-Дону.
Выздоровев, Алексей Падалкин начал службу при Особом отделении штаба Донармии в должности офицера для секретных поручений и отбыл в новую командировку за фронт противника, для выяснения казачьих настроений в северных округах Дона. За отличное выполнение этой задачи был удостоен чина подъесаула. При следующей разведке тылов противника, под Новохопёрском попал в руки красных и находился в заключении, откуда ему удалось освободиться в ноябре 1919 года. В дальнейшем, отступая с Донской армией, попал в Крым и там служил офицером для специальных поручений при штабах 5-й и 2-й Донских казацких дивизий.
Эмигрировав за границу, не прекратил борьбы и в Болгарии, по поручению Донского атамана, противодействовал работе Союза Возвращения на Родину, а иногда руководил агентурными заданиями. Четыре года состоял атаманом казачьей станицы в городе Варна. В 1928 году переехал во Францию. Писал многочисленные статьи в казачьих изданиях «Родимый Край», «Путь Казачества», «Казачий путь», «Казачьи Думы» и других. В 1950—1970 годы регулярно публиковал свои статьи и очерки в ряде изданий казачьего зарубежья, был членом редколлегии журнала «Родимый Край».
Умер в Париже 15 сентября 1975 года и похоронен на кладбище Сент-Женевьев-де-Буа под Парижем, где похоронена и его жена — Мангуби Дина Яковлевна (17.06.1900 — 29.09.1968).